# René Noerens
René Georges Noerens (Homberg (Duitsland), 29 mei 1921 - Antwerpen, 17 mei 2015) was een Belgisch senator.

## Levensloop
Noerens werd beroepshalve leraar en vervolgens schooldirecteur. Hij was eveneens docent.
Hij werd tevens politiek actief voor de PVV en zetelde voor deze partij van 1981 tot 1991 in de Belgische Senaat: van 1981 tot 1987 als provinciaal senator voor Antwerpen en van 1987 tot 1991 als gecoöpteerd senator. Van 1985 tot 1991 was hij secretaris van de Senaat.
Van 1983 tot 1985 was hij ook afgevaardigde bij de Assemblee van de West-Europese Unie en de Parlementaire Vergadering van de Raad van Europa.

## Bron
- Laureys, V., Van den Wijngaert, M., De geschiedenis van de Belgische Senaat 1831-1995, Lannoo, 1999.